# فدراسیون فوتبال لیتوانی
فدراسیون فوتبال لیتوانی (لیتوانیایی: Lietuvos futbolo federacija) نهاد اداره‌کننده مسابقات فوتبال و فوتسال در کشور لیتوانی است.
این فدراسیون که در ۱۹۲۲ تأسیس شده عضو یوفا و فیفا نیز می‌باشد و مقر آن در شهر ویلنیوس است.
مسابقات لیگ آ فوتبال لیتوانی و جام حذفی فوتبال لیتوانی زیر نظر این فدراسیون برگزار می‌شود.